# 줄리 데이비스

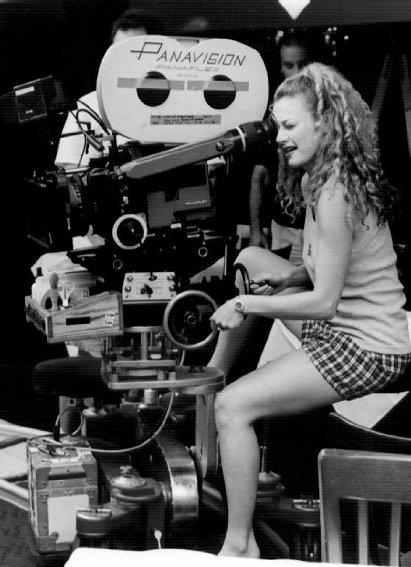

줄리 데이비스(Julie Davis, 1969년 1월 1일 ~ )는 미국의 배우, 영화 감독, 영화 프로듀서, 영상 편집자, 저자, 각본가, 작가, 영화배우이다.
마이애미에서 태어났다.

## 영화
- 더 엠 워드 (2014년)
- 저스트 45 미니츠 프롬 브로드웨이 (2012년) - 벳시 아이삭스 역
- 파인딩 블리스 (2009년)
- 올 오버 더 가이 (2001년)
- 위치크래프트 6 (1994년)